# Mario Fortunato
Mario Fortunato (Cirò, 2 settembre 1958) è uno scrittore e giornalista italiano.

## Biografia
Dopo aver conseguito la maturità classica a Crotone ed essersi laureato in Filosofia a Roma, dal 1983 comincia a lavorare nel mondo del giornalismo culturale, prima per Rai Tre, poi per Panorama, Reporter e infine per L'Espresso, di cui è tuttora critico letterario e sul cui sito web è autore del blog Culture Club.
Nel 1988, avviene il suo esordio narrativo con Luoghi Naturali, nove racconti legati fra loro, che ricevono il plauso di Alberto Moravia e di cui Le Monde scriverà: "In questo libro Mario Fortunato si rivela un maestro del racconto".
Dal 2000 al 2004 dirige l'Istituto italiano di cultura a Londra. Quando nel 2002 il Governo Berlusconi tenta di rimuoverlo anzitempo dall'incarico, per ragioni di discriminazione sessuale, un gruppo di personalità inglesi – fra cui due futuri premi Nobel, Doris Lessing e Harold Pinter – si mobilitano in suo favore, ottenendone la riconferma.
Molti i suoi interessi: lavora nel mondo editoriale come consulente prima dell'Einaudi, delle Edizioni Nottetempo e più di recente curando per L'Espresso e la Repubblica la collana L'amore ai nostri tempi. È curatore per Bompiani delle opere complete di Evelyn Waugh. Si occupa anche di cinema, teatro e televisione, collaborando con BBC, The Guardian, La Stampa e Le Monde.
Segue l'arte contemporanea, dirigendo dal 2004 fino al marzo 2009 la Fondazione Antonio Ratti. È membro dell'international board della Christopher Isherwood Foundation.
Nel 2007, con il romanzo I giorni innocenti della guerra, si classifica secondo nella finale del Premio Strega e vince il Premio Mondello e Super Mondello. È stato due volte finalista al Premio Bergamo, nel 1989 con Luoghi naturali e nel 1993 con Sangue.
Molti i suoi testi – narrativi e saggistici – contenuti in volumi collettivi.
Tutti i suoi libri sono tradotti in varie lingue.

## Opere
- La casa del corpo, Shakespeare and Company 1986
- Luoghi Naturali, Einaudi 1988
- Il primo cielo, Einaudi 1990
- Immigrato, Theoria 1990
- Sangue, Einaudi 1993
- Passaggi Paesaggi, Theoria 1993
- L'arte di perdere peso, Einaudi 1997
- Amore, romanzi e altre scoperte, Einaudi 1999
- L'amore rimane, Rizzoli 2001
- I giorni innocenti della guerra, Bompiani 2007
- Quelli che ami non muoiono, Bompiani 2008
- Certi pomeriggi non passano mai, Nottetempo 2009
- Allegra Street, Bompiani 2011
- Il viaggio a Paros, Bompiani 2012
- L'Italia degli altri, Neri Pozza 2013
- Le voci di Berlino, Bompiani 2014
- Tre giorni a Parigi, Bompiani 2016
- Noi tre, Bompiani 2016
- Sud, Bompiani 2020
- Autobiografia delle gaffe, Neri Pozza 2022

## Traduzioni
- Mohamed Choukri, Il pane nudo, Collana Confini n.9, Roma, Theoria, 1988, ISBN 88-241-0146-1. - Bompiani, Milano, 1992, ISBN 978-88-45-21946-7.
- Guy de Maupassant, Boule de suif, La maison Tellier, Collana Scrittori tradotti da scrittori n.43, Torino, Einaudi, 1992, ISBN 978-88-06-12877-7. - a cura di V. Gianolio, Collana ET.Serie bilingue n.717, Einaudi, 2000, ISBN 978-88-06-15244-4; col titolo Fanti e puttane, Collana I Classici, Milano-Firenze, 2019, ISBN 978-88-301-0054-1.
- Evelyn Waugh, L'uomo che amava Dickens e altri racconti, Milano, Bompiani, 2012, ISBN 978-88-452-6744-4.
- Patrick White, Il giardino sospeso, Milano, Bompiani, 2014, ISBN 978-88-452-7691-0.
- Virginia Woolf, Lunedì o Martedì. Tutti i racconti, Collana Letteraria straniera, Milano, Bompiani, 2017, ISBN 978-88-452-8345-1.
- Virginia Woolf, Londra, Milano-Firenze, Bompiani, 2017, ISBN 978-88452-8399-4.
- Virginia Woolf, Orlando, Milano-Firenze, Bompiani, 2018, ISBN 978-88-452-9562-1.
- Henry James, Il carteggio Aspern, Collana I Classici, Milano-Firenze, Bompiani, 2022, ISBN 978-88-301-0508-9.
- Virginia Woolf, Una stanza solo per sé, a cura di M. Fortunato, Collana Classici contemporanei, Milano-Firenze, Bompiani, 2022, ISBN 978-88-301-0558-4.
- Francis Scott Fitzgerald, Tenera è la notte, Collana Classici contemporanei, Milano-Firenze, Bompiani, 2023, ISBN 978-88-301-0557-7.